# Sammy Adjei
Sammy Adjei (nascut a Accra l'1 de setembre de 1980) és un futbolista professional ghanès que juga com a porter al Hearts of Oak SC.